# Aresco
Aresco는 록 밴드 허클베리 핀의 리더인 이기용이 2005년 자신의 솔로 프로젝트 스왈로우(Swallow)로 낸 2번째 정규 음반이다.

## 수록곡
1. Nobody Knows (3:32)
2. 눈 속의 겨울 (4:30)
3. Three Seasons (4:02)
4. 어디에도 없는 곳 (3:32)
5. Aresco (3:14)
6. 내가 너를 따라간다면 (3:26)
7. 몇 세기 전의 사람을 만나고 (3:48)
8. 밤은 낮으로 (3:06)
9. 너는 웃지 않고 난 웃었어 (3:16)
10. 어디에도 없는 곳(feat.한대수) (3:32)